# Йорденіс Угас
Йорденіс Угас Ернандес (ісп. Yordenis Ugas Hernandez, нар. 14 липня 1986, Сантьяго-де-Куба) — кубинський професійний боксер, бронзовий призер Олімпіади 2008, чемпіон світу серед аматорів, чемпіон світу за версією WBA Super (2021 — 2022) у напівсередній вазі.

## Любительська кар'єра
На чемпіонат світу 2005 зайняв перше місце.
- В 1/32 фіналу переміг Маруфжона Файзулоєва (Таджикистан) — 24-18
- В 1/16 фіналу переміг Асгар Алі Шаха (Пакистан) — RSCO
- В 1/8 фіналу переміг Ібрагіма Камаля (Канада) — 23-14
- У чвертьфіналі переміг Пек Джон Соб (Півд. Корея) — 34-16
- У півфіналі переміг Хабіба Аллахвердієва (Росія) — 45-22
- У фіналі переміг Рамала Аманова (Азербайджан) — 42-28

### Панамериканські ігри 2007
- У чвертьфіналі переміг Дарлейс Перес (Колумбія) — 8-4
- У півфіналі переміг Луїса Руеда (Аргентина) — 20-7
- У фіналі переміг Евертона Лопеса (Бразилія) — 21-8

### Виступ на Олімпіаді 2008
- У першому раунді змагань переміг Хамзу Крам (Алжир) — 21-3
- У другому раунді змагань переміг Доменіко Валентіно (Італія) — 10-2
- У чвертьфіналі переміг Джорджана Попеску (Румунія) — 11-7
- У півфіналі програв Дауда Сов (Франція) — 8-15

## Професіональна кар'єра
На професійному рингу дебютував 9 липня 2010 року.
23 березня 2012 року в 12-му бою зазнав першої поразки розділеним рішенням від американця Джонні Гарсія.
28 лютого 2014 року в бою за титул тимчасового чемпіона Латинської Америки за версією WBC в першій напівсередній вазі зазнав другої в кар'єрі поразки (теж розділеним рішенням) від мексиканця Емануеля Роблеса.
9 березня 2019 року в бою за титул чемпіона WBC в напівсередній вазі програв розділеним рішенням чинному чемпіону американцю Шону Портеру.
20 липня 2019 року Йорденіс Угас впевнено переміг небитого екс-чемпіона світу WBC у легкій вазі американця Омара Фігероа і став обов'язковим претендентом на титул за версією WBA в напівсередній вазі.
6 вересня 2020 року переміг за очками американця Абеля Рамоса і здобув вакантний титул звичайного чемпіона WBA в напівсередній вазі.

### Угас проти Пак'яо
У січні 2021 року Всесвітня боксерська асоціація (WBA) позбавила філіппінського чемпіона Менні Пак'яо через тривалий період без захистів титулу «суперчемпіона» WBA Super і перевела у статус «чемпіона у відпусці». Одночасно «підвищення» до звання «суперчемпіона» WBA Super отримав Йорденіс Угас.
У першому захисті титулу Угас мав зустрітися з аргентинцем Фабіаном Майдана, і цей бій повинен був стати другою головною подією Pay-per-view-шоу 21 серпня 2021 року у Лас-Вегасі, яке очолював бій Менні Пак'яо — Еррол Спенс. Але за 10 днів до запланованих поєдинків стало відомо, що лікарі діагностували у Спенса відшарування сітківки лівого ока, і бій було скасовано. Відразу ж організаторами шоу було прийнято рішення про заміну Спенса Угасом.
Перед боєм з Угасом Менні Пак'яо був невеликим фаворитом, але бій завершився перемогою кубинця одностайним рішенням суддів — 116—112 (двічі) і 115—113. Угас діяв активніше, контролював дистанцію, нав'язував свій темп і записав в актив найбільш вагому перемогу в кар'єрі.
16 квітня 2022 року в об'єднавчому бою з чемпіоном світу за версіями IBF та WBC Ерролом Спенсом (США) Йорденіс Угас зазнав поразки технічним нокаутом у десятому раунді і втратив звання чемпіона.
30 вересня 2023 року в бою за титул «тимчасового» чемпіона за версією WBC у напівсередній вазі програв Маріо Барріосу (США).

### Таблиця боїв
| 27 Перемог (12 нокаутом, 15 за рішенням суддів), 5 Поразок (1 нокаутом, 4 за рішенням суддів) |        |                           |         |                |        |         |     |                 |                                                | |
| Результат                                                                                     | Рекорд | Суперник                  | П-П-Н   | Останні 6 боїв | Спосіб | Раунд   | Час | Дата            | Місце проведення                               | Примітки |
| Поразка                                                                                       | 27-6   | Маріо Барріос             | 27-2    |                | UD     | 12 (12) | —   | 30 вересня 2023 | Ті-Мобіл Арена, Лас-Вегас                      | Бій за титул «тимчасового» чемпіона в напівсередній вазі за версією WBC)                                                                                       |
| Поразка                                                                                       | 27-5   | Еррол Спенс               | 27-0    |                | ТКО    | 10 (12) | —   | 16 квітня 2022  | AT&T Stadium, Арлінгтон, Техас                 | Втратив титул чемпіона в напівсередній вазі за версією WBA Super (2-й захист Угаса). Бій за титули чемпіона IBF (6-й захист Спенса) та WBC (2-й захист Спенса) |
| Перемога                                                                                      | 27-4   | Менні Пак'яо              | 62-7-2  |                | UD     | 12 (12) | —   | 21 серпня 2021  | Ті-Мобіл Арена, Лас-Вегас                      | Бій за титул чемпіона в напівсередній вазі за версією WBA Super, (1-й захист Угаса).                                                                           |
| Перемога                                                                                      | 26-4   | Абель Рамос               | 26-3-2  |                | SD     | 12 (12) | —   | 6 вересня 2020  | Microsoft Theater, Лос-Анжелес                 | Бій за вакантний титул чемпіона в напівсередній вазі за версією WBA Regular.                                                                                   |
| Перемога                                                                                      | 25-4   | Майк Даллас               | 23-3-2  |                | RTD    | 7 (12)  | —   | 1 лютого 2020   | Beau Rivage Resort & Casino, Білоксі           | |
| Перемога                                                                                      | 24-4   | Омар Фігероа              | 28-0-1  |                | UD     | 12 (12) | —   | 20 липня 2019   | MGM Grand, Лас-Вегас                           | |
| Поразка                                                                                       | 23-4   | Шон Портер                | 29-2-1  |                | SD     | 12 (12) | —   | 9 березня 2019  | Dignity Health Sports Park, Карсон, Каліфорнія | Бій за титул чемпіона в напівсередній вазі за версією WBC. |
| Перемога                                                                                      | 23-3   | Цезарь Мігель Берріонуево | 34-3-2  |                | UD     | 12 (12) | —   | 8 вересня 2018  | Барклайс-центр, Нью-Йорк                       | |
| Перемога                                                                                      | 22-3   | Джонатан Батіста          | 18-13-0 |                | TKO    | 2 (8)   | —   | 16 червня 2018  | The Ford Center at The Star, Фриско            | |
| Перемога                                                                                      | 21-3   | Рей Робінсон              | 24-2-0  |                | TKO    | 7 (12)  | —   | 17 лютого 2018  | Мандалай-Бей, Лас-Вегас                        | |
| Перемога                                                                                      | 20-3   | Томас Дюлорме             | 24-2-0  |                | UD     | 10 (10) | —   | 26 серпня 2017  | Ті-Мобіл Арена, Лас-Вегас                      | |